# クローンマップラップ駅
クローンマップラップ駅（クローンマップラップえき、タイ語:สถานีรถไฟคลองมะพลับ）は、タイ王国北部スコータイ県シーナコーン郡にある、タイ国有鉄道北本線サワンカローク支線の駅である。

## 概要
クローンマップラップ駅はタイ王国北部スコータイ県の、人口約2万7千人が暮らすシーナコーン郡にある。駅の正面側は北向きであり、町の中心部に位置するが小さな町である。クルンテープ駅（バンコク）より470.27km地点に位置し、特急列車利用で7時間30分程である。
三等駅であり、1日当たり2列車（1往復）が発着しその内訳は、特急1往復のみである。クルンテープ駅を発車した第3特急列車がバーンダーラー駅に到着後、方向転換をしてサワンカローク支線に入り当駅に到着する。その後サワンカローク駅へ出発し、サワンカローク駅に到着後再び方向転換し当駅に戻ってくるというダイヤである。シラアット駅に到着後折り返しのクルンテープ行き第4特急列車となるが復路では、サワンカローク支線に入線することなくそのまま終着駅に向かう。
当駅よりサワンカローク駅までの往復時間（1時間15分程）を利用して客室乗務員の休憩所として利用されている。

## 歴史
1909年8月15日に北本線のバーンダーラー分岐駅より建設されたサワンカローク支線が完成しそれに伴い当駅が中間駅（途中駅）として開業した。
- 1909年8月15日 【開業】バーンダーラー分岐駅 - サワンカローク駅 (28.83km)

## 駅構造
単式1面のホーム1面1線をもつ地上駅であり、駅舎はホームに面している。本線の外側に側線が1線ある。